# Anbyŏn
Anbyŏn (kor. 안변군) – powiat w Korei Północnej. W 2008 roku liczył ok. 94 tys. mieszkańców.
Przeważa tu uprawa ryżu. Kręci się tu też wiele filmów koreańskich, przez co zwane jest "Hollywoodem Korei Północnej".

## Podział administracyjny

### Miasta
- Anbyŏn (안변읍; 安邊邑)

### Dystrykty pracownicze
- Apkang (앞강노동자구; 앞강勞動者區)
- Ryongdae (룡대노동자구; 龍大勞動者區)

### Wsie
- Ch'ŏnsam (천삼리; 泉三里)
- Chungp'yŏng (중평리; 中坪里)
- Hakch’ŏn (학천리; 鶴川里)
- Hwasan (화산리; 花山里)
- Kwap'yŏng (과평리; 果坪里)
- Mihyŏn (미현리; 美峴里)
- Mop'ung (모풍리; 茅豊里)
- Munsu (문수리; 文須里)
- Naesan (내산리; 內山里)
- Namgye (남계리; 南溪里)
- Ogye (오계리; 梧溪里)
- Ok (옥리; 玉里)
- Paehwa (배화리; 培花里)
- Paeyang (배양리; 培養里)
- Pisan (비산리; 比山里)
- Pongsan (봉산리; 峰山里)
- P'unghwa (풍화리; 豊花里)
- Ryŏngsin (령신리; 靈新里)
- Ryongsŏng (룡성리; 龍城里)
- Ryukhwa (륙화리; 六瓦里)
- Samsŏng (삼성리; 三成里)
- Sangŭm (상음리; 桑陰里)
- Sap'yŏng (사평리; 沙坪里)
- Sinhwa (신화리; 新花里)
- Songsan (송산리; 松山里)
- Suraktong (수락동리; 水落洞里)
- Tongp'o (동포리; 東浦里)
- Wŏlrang (월랑리; 月浪里)